# Klipphausen (Saksonia)
Klipphausen – miejscowość i gmina w Niemczech, w kraju związkowym Saksonia, w okręgu administracyjnym Drezno, w powiecie Miśnia. Dnia 1 lipca 2012 do gminy przyłączono gminę Triebischtal, która stała się dzielnicą nowo powstałej gminy Klipphausen.